# 深圳日本人学校

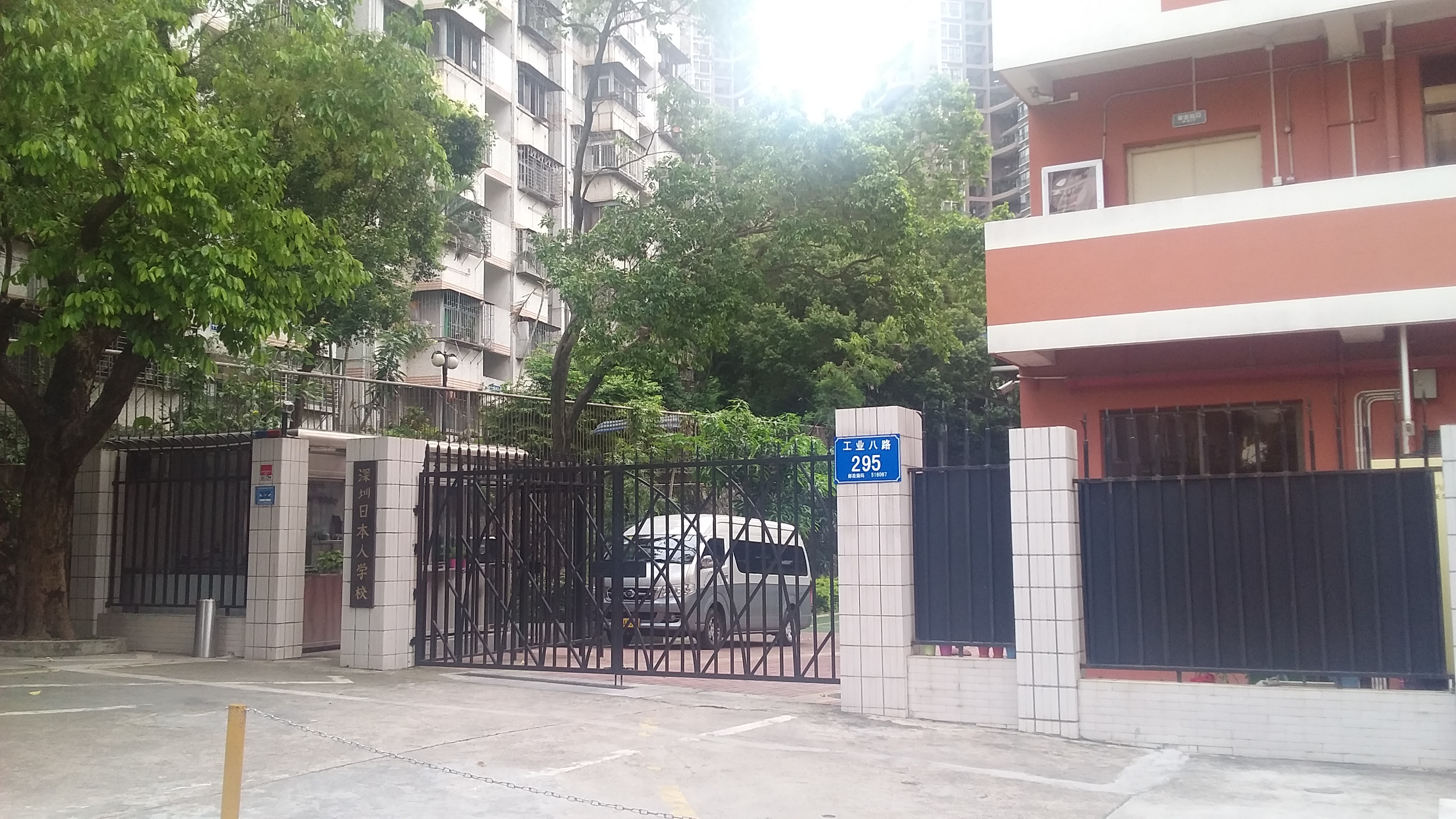
深圳日本人学校

深圳日本人学校（日语：／ Shinsen Nihonjin Gakkō）是位于中华人民共和国深圳市南山区蛇口的日本人所建的国际学校，设在新晨大厦。
日本公司在深圳赞助了深圳日本人学校。 2008年4月23日中华人民共和国教育部同意深圳日本人学校的开学。 2008年6月13日星期五深圳日本人学校开学，有17位老师与39位学生。据学校官网信息，截至2024年4月，该校在校生人数小学部为216人，初中部57人，总计为273人。

## 相关事件
2024年9月18日上午八時許，一名于该校就读的十岁男童在离校200米处被一名男子刺伤，在深圳市儿童医院搶救不果，翌日凌晨1时36分宣告不治。